# Station Jawornik Polski
Station Jawornik Polski is een spoorwegstation in de Poolse plaats Jawornik Polski.